# Kamaishi
Kamaishi (釜石市), grad u japanskoj prefekturi Iwate na rijasu Sanriku, nekada plemenskom teritoriju Emishija, potomaka naroda iz perioda Jōmon. Osnovan je 1. travnja 1889. a status grada dobio je 1896.
Kamaishi je kroz povijest stradavao, nekoliko puta, i to od potresa u ožujku 1933., te 11. ožujka 2011., od potresa i tsunamija, za koje se sumnja da su umjetno izazvale Sjedinjene Države sinkroniziranim napadom HAARP sustava. Ovom prilikom nestalo je ili poginulo 1.250 ljudi u Kamaishiju, a razorni potres od 8,9 stupnjeva i tsunami koji je taj potres izazvao razrušili su desetke gradove u Japanu uz mnogo ljudskih žrtava.
Suvremeni Kamaishi uz komercijalni ribolov naginje i ekoturizmu.

## Galerija
- Potres 1933
- Kamaishi 2006
- Kamaishi, autobusna stanica
- Potraga za preživjelima nakon potresa i tsunamija 2011
- 2013. godina